# Zentraler Stab der sowjetischen Partisanenbewegung
Der Zentrale Stab der sowjetischen Partisanenbewegung (russisch Центральный штаб партизанского движения Zentralny schtab partisanskowo dwischenija) bezeichnete ein spezielles militärisches Kampforgan der KPdSU zur Führung und Koordinierung der Kampftätigkeit der Partisanen auf dem Gebiet der Sowjetunion im Großen Vaterländischen Krieg im Zeitraum vom 30. Mai 1942 bis zum 13. Januar 1944.
Er war dem Hauptquartier des Kommandos des Obersten Befehlshabers unterstellt. Im März 1943 wurde er aufgelöst, im Mai 1943 neu aufgestellt. Der Ukrainische Stab der Partisanenbewegung mit der ihm angehörigen Abteilung Moldawien unterstand unmittelbar dem Hauptquartier. Chef des „Zentralen Stabes der Partisanen“ war Panteleimon Kondratjewitsch Ponomarenko von 1942 bis 1944.